# Florence Müller (historienne)
Pour les articles homonymes, voir Florence Müller et Müller.
Florence Müller, née le 11 juin 1957 à Paris, est une historienne de la mode. Diplômée de l'École du Louvre et de l'Institut d'art et d'archéologie, ancienne directrice et conservatrice de l'Union française des arts du costume de 1987 à 1993, elle est commissaire de plusieurs expositions en France et à l’étranger, et professeur associée à l'IFM (Institut français de la mode), chargée des enseignements d'histoire de la mode. Elle est nommée directrice du département « textile et mode » du Denver Art Museum en 2015. Elle est responsable avec Olivier Gabet de l'exposition consacrée à Dior au musée des Arts décoratifs en 2018.

## Publications
- Les chapeaux : une histoire de tête, en collaboration avec Lydia Kamitsis (Collection dans le droit Fil/Éditions SYROS alternatives) 1993
- La mode au XXe siècle, en collaboration avec Yvonne Deslandres, Éditions Somogy
- Baskets, une histoire de la chaussure de ville/de sport, Regard
- Art et mode au XXe siècle, Éditions Assouline
- La mode contemporaine, Éditions Steidl
- Florence Müller, JC de Castelbajac, Assouline, coll. « Mémoire de la mode », novembre 2000, 79 p. (ISBN 978-2-84323-225-1)
- Florence Müller et Eric Reinhardt (Conception éditoriale), Élégances aériennes : une histoire des uniformes d'Air France, Air France, août 2004, 136 p.
- Excentriques, Histoires de mouvements « hors norme » (Zazous, Dandys, Punks, Incroyables et Merveilleuses, Hippies, etc.) et interviews de grands excentriques (Barbara Cartland, Diane Pernet, Anna Piaggi, Orlan, Mr Pearl, etc.), (Éditions Du Chêne) 2001
- Yves Saint Laurent Style, avec Jill D'Allessandro et Diane Charbonneau, Éditions de la Martinière, 2008
- Fashion Game Book : histoire de la mode du XXe siècle , Éditions Assouline, 2008
- Florence Müller, Modernes : vingt ans création contemporaine, Andam Fashion Awards/Naïve, 2009
- Florence Müller, Farid Chenoune et al., Yves Saint Laurent : [exposition, Paris, Petit Palais-Musée des beaux-arts de la Ville de Paris, 11 mars-29 août 2010], Paris, Éditions de La Martinière, octobre 2010, 385 p. (ISBN 978-2-7324-4458-1)
- Florence Müller, Piaget, La Martinière, 2014, 328 p.  (ISBN 978-2732462530)

### Autres
- Caroline Bongrand et Florence Müller (préf. Irina Antonova), Inspiration Dior : [exposition, Moscou, Musée des beaux-arts Pouchkine, 26 avril-24 juillet 2011], Paris, Éditions de La Martinière, avril 2011, 322 p. (ISBN 978-2-7324-4623-3, présentation en ligne)
- Musée Christian-Dior Granville, Florence Müller et al., Dior, le bal des artistes : [exposition], Granville, Villa Les Rhumbs, Musée Christian Dior, [14 mai-25 septembre 2011], Versailles, ArtLys, mai 2011, 111 p. (ISBN 978-2-85495-441-8, présentation en ligne)